# Alicia Michele
Alicia, var en dogaressa av Venedig, gift med Venedigs doge Domenico Michele (r. 1117-1130). Hon var också mor till doge Vital II Michele. 
Donna Alicia beskrivs som sinberömde makes jämlika partner och deltog aktivt i hans politiska projekt och ambitioner. Under hennes tid ingick det i dogaressans ställning att uppmuntra stadens skrån, hantverk och konst, att beskydda välgörenhetsinrättningar och ta emot ambassadörer. Hon satte sig dock även över sin rolls restriktioner. När maken abdikerade och gick i kloster 1130, orsakade hon skandal genom att vägra följa hans exempel. Hon vägrade gå i kloster och upprätthöll i stället alla de kontakter hon hade fått som dogaressa för att understödja sina barns karriär, agerade politisk rådgivare åt flera personer och arbetade för att hennes son skulle väljas till doge, ett mål hon också förverkligade 1156.